# Ligne M5 du métro d'Istanbul
Pour les articles homonymes, voir Ligne M5.
La ligne M5 du métro d'Istanbul est une ligne du réseau métropolitain d'Istanbul en Turquie. Mise en service le 15 décembre 2017, elle compte 16 stations dans la partie asiatique de la ville, où elle relie Üsküdar à Çekmeköy en 16,9 km. Elle est entièrement automatisée.
Inaugurée en 2017, la ligne a été prolongée en 2018. Des travaux de prolongements sont en cours au-delà du terminus oriental de la ligne entre Çekmeköy et Sultanbeyli. La première section entre Çekmeköy et Sancaktepe Şehir Hastanesi (hôpital de Sancaktepe) devrait ouvrir en  2023 et la deuxième section entre Sancaktepe Şehir Hastanesi et Sultanbeyli en 2024.

## Historique

### Chronologie
- 15 décembre 2017 : Üsküdar - Yamanevler[1]
- 21 octobre 2018 : Yamanevler - Çekmeköy[1]

## Caractéristiques

### Stations et correspondances
|  |   |  |  | Station           | Coordonnées                  | Correspondances |
|  | - |  |  | ----------------- | ---------------------------- | --------------- |
|  | O |  |  | Üsküdar           | 41° 01′ 31″ N, 29° 00′ 45″ E |                 |
|  | o |  |  | Fıstıkağacı       | 41° 01′ 40″ N, 29° 01′ 43″ E |                 |
|  | o |  |  | Bağlarbaşı        | 41° 01′ 17″ N, 29° 02′ 12″ E |                 |
|  | o |  |  | Altunizade        | 41° 01′ 18″ N, 29° 02′ 54″ E |                 |
|  | o |  |  | Kısıklı           | 41° 01′ 20″ N, 29° 03′ 43″ E |                 |
|  | o |  |  | Bulgurlu          | 41° 00′ 58″ N, 29° 04′ 33″ E |                 |
|  | o |  |  | Ümraniye          | 41° 01′ 28″ N, 29° 05′ 03″ E |                 |
|  | o |  |  | Çarşı             | 41° 01′ 34″ N, 29° 05′ 48″ E |                 |
|  | o |  |  | Yamanevler        | 41° 01′ 27″ N, 29° 06′ 31″ E |                 |
|  | o |  |  | Çakmak            | 41° 01′ 17″ N, 29° 07′ 06″ E |                 |
|  | o |  |  | Ihlamurkuyu       | 41° 01′ 11″ N, 29° 07′ 48″ E |                 |
|  | o |  |  | Altınşehir        | 41° 00′ 59″ N, 29° 08′ 24″ E |                 |
|  | o |  |  | İmam Hatip Lisesi | 41° 00′ 57″ N, 29° 09′ 06″ E |                 |
|  | o |  |  | Dudullu           | 41° 00′ 55″ N, 29° 09′ 48″ E | (M8)            |
|  | o |  |  | Necip Fazıl       | 41° 00′ 57″ N, 29° 10′ 45″ E |                 |
|  | O |  |  | Çekmeköy          | 41° 00′ 51″ N, 29° 11′ 19″ E |                 |

## Fréquentation
Les chiffres officiels de fréquentation de chaque ligne de métro, couvrant la période 1989-2022, sont communiqués par l'exploitant Metro Istanbul, le pic de fréquentation a été atteint en 2022 avec 80 007 671 voyageurs sur la ligne :
Pour des raisons techniques, il est temporairement impossible d'afficher le graphique qui aurait dû être présenté ici.